# Back wheel steering
Back wheel steering betekent letterlijk: achterwiel sturen. Dit gebeurt bij wegraces op motoren.
Door zo veel vermogen op het achterwiel van een motorfiets te zetten dat het wiel gaat spinnen, breekt de achterkant van de motor in bochten uit. Indien dit gecontroleerd gebeurt (driften) kan een bocht sneller worden genomen. Vooral de Amerikaanse coureurs die in dirttrack hun leerschool hadden, introduceerden back wheel steering in de wegrace. Ook wel powersliding genoemd, bij autorace power oversteer. 